# St. Michael (Egglfing)

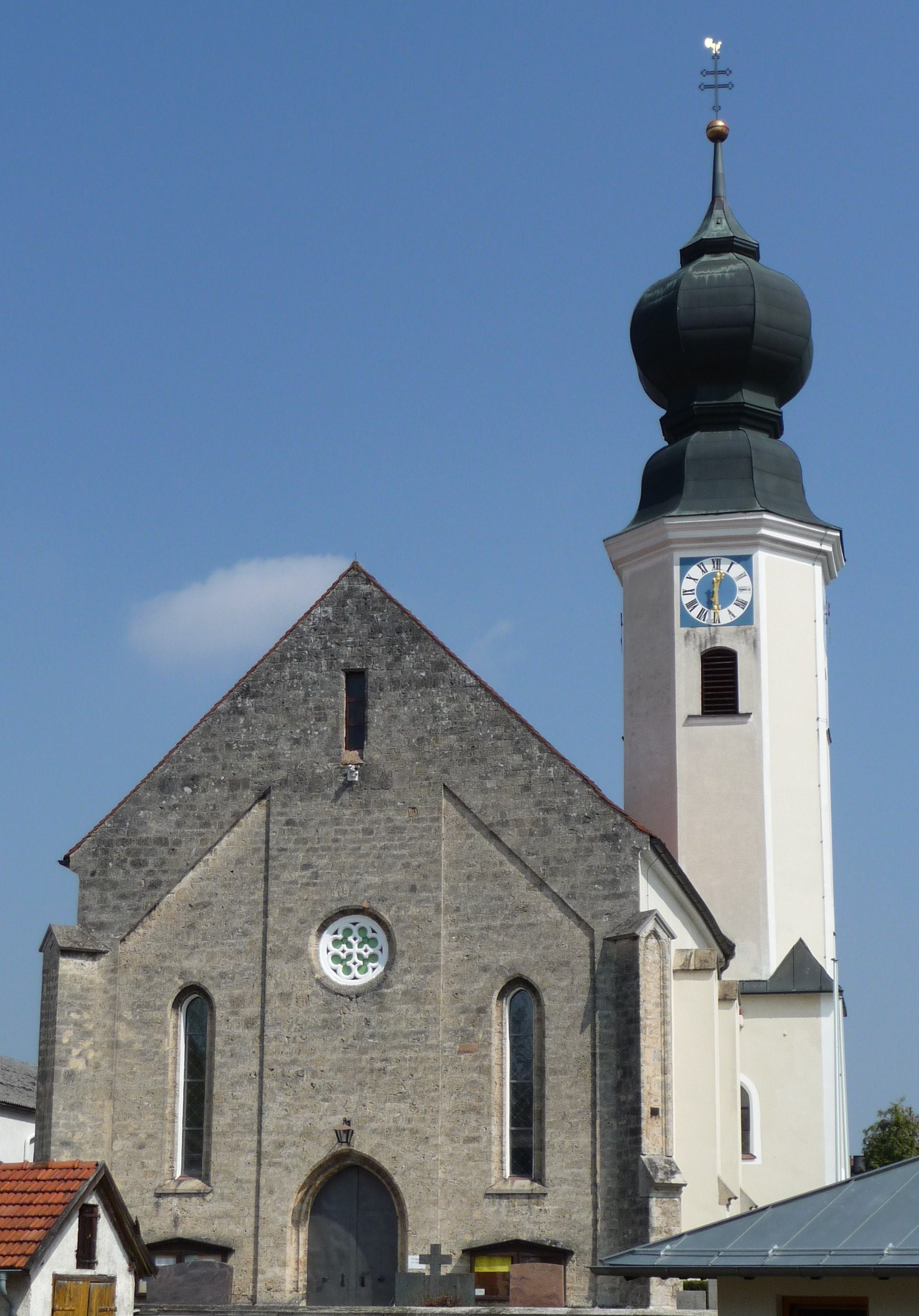
St. Michael in Egglfing

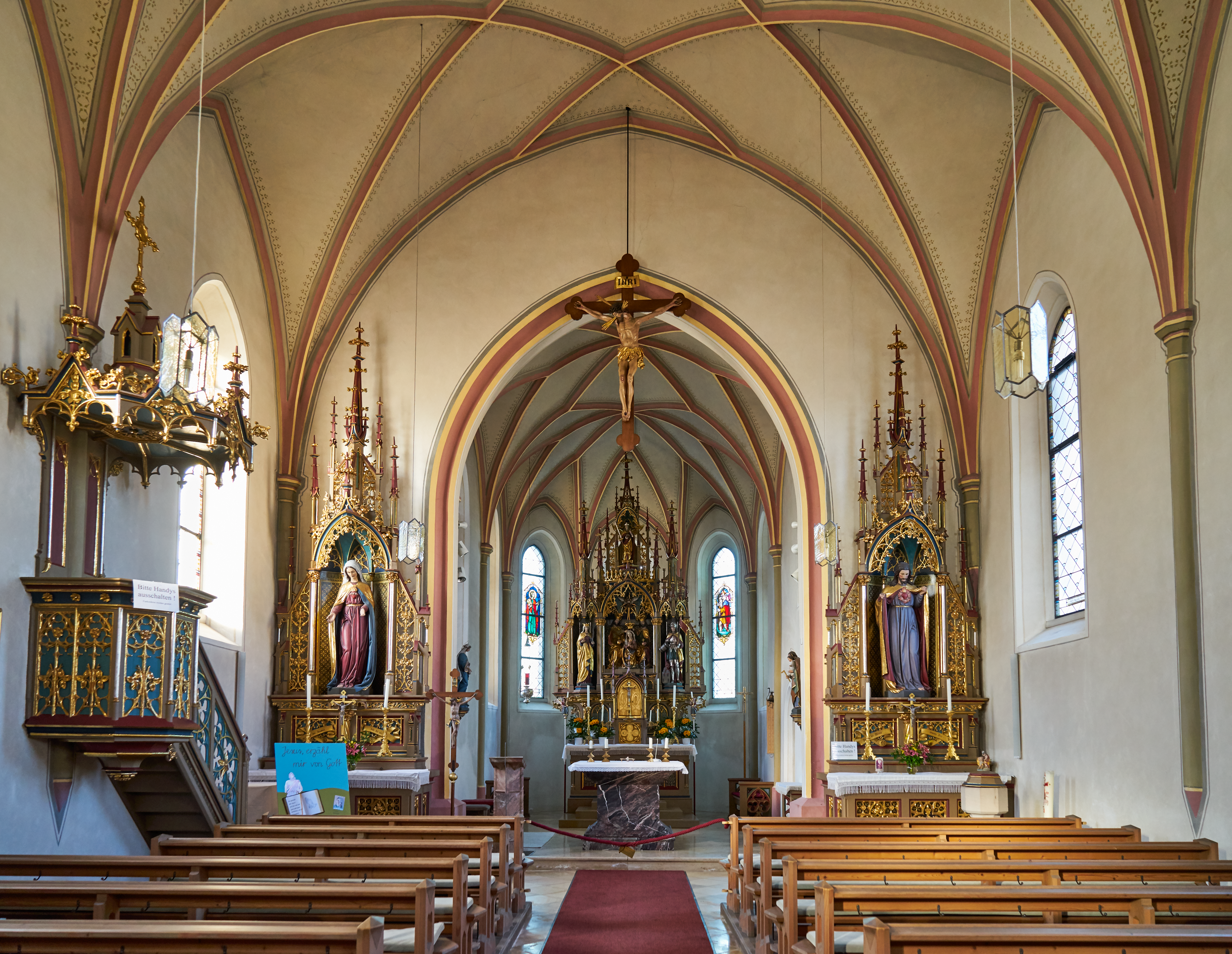
Innenansicht

Die römisch-katholische Filialkirche St. Michael steht in Egglfing am Inn, einem Gemeindeteil von Bad Füssing im niederbayerischen Landkreis Passau. Sie ist in der Liste der Baudenkmäler in Bad Füssing unter der Nummer D-2-75-116-24 eingetragen. Die Kirche gehört zum Dekanat Pocking im Bistum Passau.

## Beschreibung
Die spätgotische Saalkirche besteht aus dem in den Jahren 1859 bis 1862 neugotisch erneuerten Langhaus, dem eingezogenen, dreiseitig geschlossenen Chor im Nordosten, die beide von Strebepfeilern gestützt werden, und dem Chorflankenturm auf quadratischem Grundriss an der Südostwand des Chors. Das Portal befindet sich in der unverputzten Fassade im Südwesten. 
Die oberen, achteckigen Geschosse des Turms enthalten den Glockenstuhl mit fünf Glocken und die Turmuhr. Darauf sitzt eine Welsche Haube. Die beiden ältesten Glocken stammen aus den Jahren 1533 und 1656. Die älteste wiegt 217 kg. Das Gewicht der jüngeren ist nicht bekannt. Als Gießer wird Karl Lidiens aus Passau genannt. Die drei neuen Glocken goss 1951 Rudolf Perner. Sie sind 810, 510 und 370 kg schwer; Schlagtöne fis′, a′ und h″.
Die Ausstattung der Kirche ist neugotisch. Im großen Mittelschrein des Hochaltars mit den für die Gotik typischen Fialen ist in einer holzgeschnitzten Figurengruppe aus der Zeit um 1500 die Krönung Mariens dargestellt: Maria kniend mit zusammengelegten Händen, während Jesus und Gottvater über ihr die Krone halten. Im Spitzbogen des Schreins schwebt der Heilige Geist in Gestalt der Taube. Im Gesprenge des Altars steht eine Statue des Kirchenpatron, des Erzengels Michael, mit Seelenwaage und Flammenschwert. Die Statue in dem linken kleineren Altarschrein deutet mit ihren Attributen auf die heilige Katharina von Alexandrien hin, im rechten Schrein ist es der heilige Florian von Lorch.